# Daniel Martin (nuotatore)
Daniel Cristian Martin (Bucarest, 5 ottobre 2000) è un nuotatore rumeno.

## Carriera
Martin ha iniziato a praticare il nuoto all'età di tre anni per volontà dei genitori che, dopo che era stato diagnosticato un disturbo da deficit di attenzione/iperattività al loro figlio, hanno ritenuto questo sport un'attività utile a fargli consumare energia. Nel 2015 comincia a mettersi in evidenza battendo una serie di record nazionali giovanili nel dorso e nella farfalla; lo stesso anno partecipa al XIII Festival olimpico estivo della gioventù europea vincendo la medaglia di bronzo nei 200m dorso. L'anno successivo disputa gli Europei di Londra 2016, ma le prime medaglie arrivano agli Europei giovanili di Netanya 2017 (argento nei 200m dorso) e ai Mondiali giovanili di Indianapolis 2017 (bronzo nei 100m dorso).
Nel 2018 raggiunge l'apice della propria carriera giovanile. Agli Europei giovanili di Helsinki 2018 vince la medaglia d'oro nei 100m dorso a pari merito con il russo Kliment Kolesnikov, in una finale che vede anche stabilire da entrambi i nuotatori il nuovo record dei campionati con il tempo 53"52, e l'argento nei 200m dorso dove stavolta viene superato dallo stesso russo. Poi prende parte alle Olimpiadi giovanili di Buenos Aires 2018 aggiudicandosi due argenti nei 100m dorso e nei 200m dorso, terminando in entrambi i casi dietro a Kolesnikov. Ottenendo la qualificazione alla gara dei 100m dorso delle Olimpiadi di Tokyo 2020, Martin rappresenterà il più giovane atleta rumeno partecipante a questa edizione dei Giochi.

## Palmarès
- Giochi olimpici giovanili

Buenos Aires 2018: argento nei 100m dorso e nei 200m dorso.
- Mondiali giovanili

Indianapolis 2017: bronzo nei 100m dorso.
- Europei giovanili

Netanya 2017: argento nei 200m dorso.
Helsinki 2018: oro nei 100m dorso e argento nei 200m dorso.
- Festival olimpico della gioventù europea

Tbilisi 2015: bronzo nei 200m dorso.